# نظام تعرف الوجوه

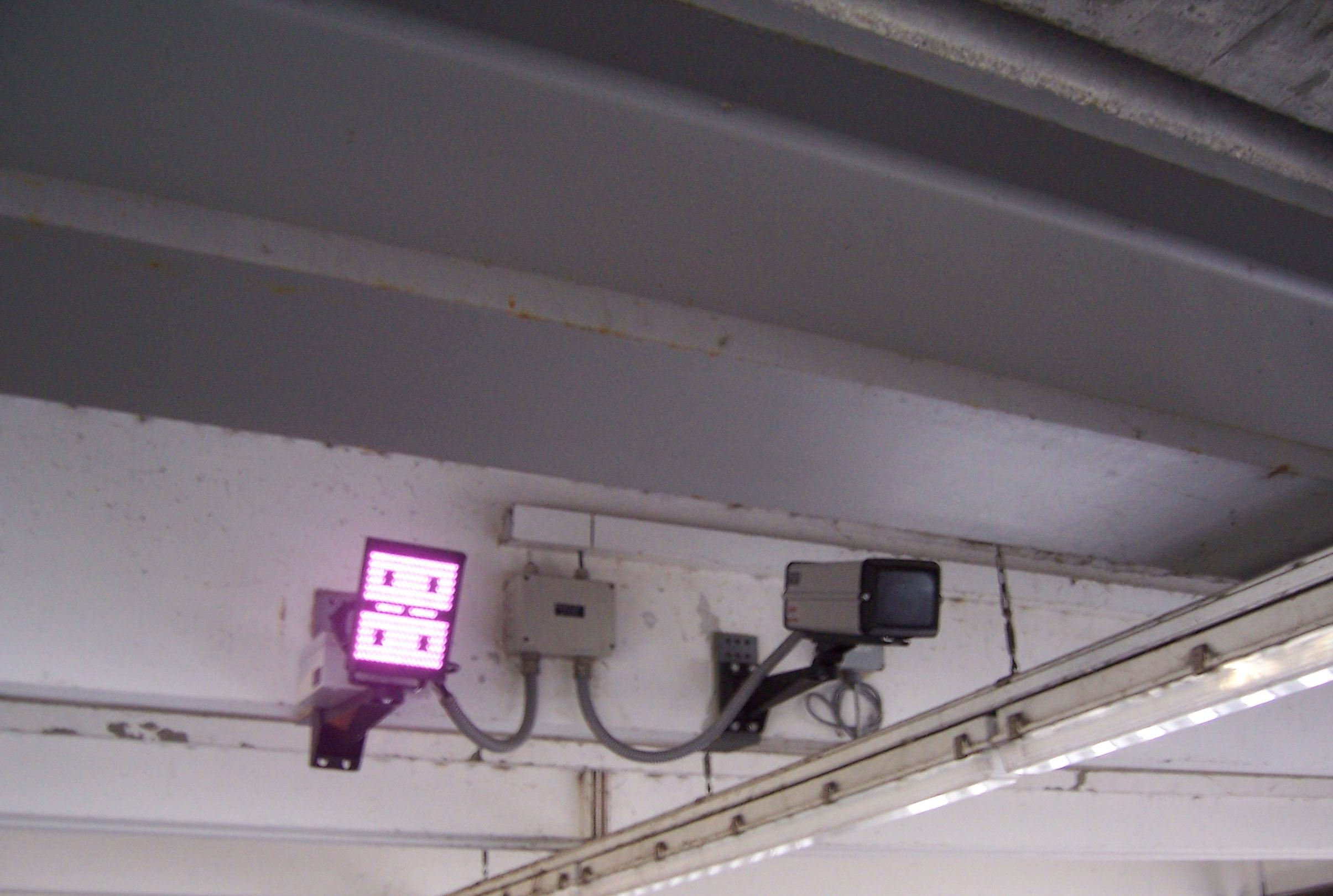

نظام التعرف على الوجه أو نظام تعرف الوجوه (بالإنجليزية: Facial recognition system) هي تقنية قادرة وبشكل تلقائي على تحديد أو التحقق من شخص موجود في صورة رقمية أو إطار فيديو مأخوذ من مقطع فيديو. هنالك العديد من الطرق التي تعمل بها أنظمة التعرف على الوجه، ولكنها بشكل عام تعمل على مقارنة ملامح الوجه المختارة في صورة معينة مع الوجوه المخزنة داخل قاعدة بيانات.